# Skeleton-Europacup 2015/16
Der Skeleton-Europacup 2015/16 war eine von der International Bobsleigh & Skeleton Federation (IBSF) veranstaltete Rennserie, die zum sechzehnten Mal ausgetragen wurde und neben dem Intercontinentalcup und dem Nordamerikacup zum Unterbau des Weltcups gehört. Die Ergebnisse der acht Saisonläufe an vier Wettkampforten flossen in das IBSF-Skeleton-Ranking 2015/16 ein.

## Teilnahmequoten
Die Quotenplätze für die einzelnen nationalen Verbände wurden auf Grundlage des Rankings aus der Vorsaison folgendermaßen vergeben:
- Männer:[1]
  - 4 Startplätze:  Russland,  Deutschland,  Italien,  Schweiz,  Österreich,  Vereinigtes Königreich
  - alle anderen Nationen aus Europa und Afrika: 3 Startplätze
  - alle Nationen aus Amerika, Asien und Ozeanien: 2 Startplätze

- Frauen:[2]
  - 4 Startplätze:  Russland,  Deutschland,  Schweiz,  Rumänien
  - alle anderen Nationen aus Europa und Afrika: 3 Startplätze
  - alle Nationen aus Amerika, Asien und Ozeanien: 2 Startplätze

## Männer

### Veranstaltungen
| Datum             | Ort        | Sieger                           | Zweiter                             | Dritter         |
| ----------------- | ---------- | -------------------------------- | ----------------------------------- | --------------- |
| 4. Dezember 2015  | Altenberg  | Sergei Tschudinow                | Colin Domke                         | Dominic Rady    |
| 5. Dezember 2015  | Altenberg  | Fabian Küchler Alexander Mutowin | –                                   | Dominic Rady    |
| 19. Dezember 2015 | Sigulda    | Alexander Mutowin                | Sergei Tschudinow                   | Ivo Šteinbergs  |
| 20. Dezember 2015 | Sigulda    | Ivo Šteinbergs                   | Sergei Tschudinow Alexander Mutowin | –               |
| 14. Januar 2016   | Königssee  | Dominic Rady                     | Felix Keisinger                     | Colin Domke     |
| 15. Januar 2016   | Königssee  | Dominic Rady                     | Colin Domke                         | Felix Keisinger |
| 27. Januar 2016   | St. Moritz | David Swift                      | Fabian Küchler                      | Felix Keisinger |
| 28. Januar 2016   | St. Moritz | Fabian Küchler                   | Dominic Rady                        | Kevin Boyer     |

### Gesamtwertung
Endstand nach 8 Rennen (Top 10)
| Platz | Sportler          | Land                   | ALT1 | ALT2 | SIG1 | SIG2 | KÖN1 | KÖN2 | STM1 | STM2 | Punkte |
| ----- | ----------------- | ---------------------- | ---- | ---- | ---- | ---- | ---- | ---- | ---- | ---- | ------ |
| 01    | Fabian Küchler    | Deutschland            | 4    | 1    | 10   | 6    | 4    | 5    | 2    | 1    | 432    |
| 02    | Dominic Rady      | Deutschland            | 3    | 3    | 9    | 11   | 1    | 1    | 6    | 2    | 429    |
| 03    | Felix Keisinger   | Deutschland            | 8    | 7    | 5    | 6    | 2    | 3    | 3    | 4    | 384    |
| 04    | Ivo Šteinbergs    | Lettland               | 10   | 11   | 3    | 1    | 6    | 6    | 5    | 10   | 349    |
| 05    | Colin Domke       | Deutschland            | 2    | DNF  | 11   | 8    | 3    | 2    | 7    | 6    | 329    |
| 06    | Alexander Mutowin | Russland               | 7    | 1    | 1    | 2    | –    | –    | –    | –    | 253    |
| 07    | Sergei Tschudinow | Russland               | 1    | 6    | 2    | 2    | –    | –    | –    | –    | 245    |
| 08    | Austin McCrary    | Vereinigte Staaten     | 12   | 9    | 14   | 12   | 7    | 10   | 10   | 14   | 240    |
| 09    | Kevin Boyer       | Kanada                 | 15   | 16   | 15   | 15   | 17   | 20   | 4    | 3    | 221    |
| 10    | Jack Thomas       | Vereinigtes Königreich | 11   | 8    | 19   | 20   | 5    | 13   | 8    | 17   | 217    |

## Frauen

### Veranstaltungen
| Datum             | Ort        | Siegerin        | Zweite               | Dritte                       |
| ----------------- | ---------- | --------------- | -------------------- | ---------------------------- |
| 4. Dezember 2015  | Altenberg  | Olga Potylizyna | Renata Chusina       | Janine Becker                |
| 5. Dezember 2015  | Altenberg  | Maxi Just       | Corinna Leipold      | Renata Chusina Janine Becker |
| 19. Dezember 2015 | Sigulda    | Mirela Rahneva  | Anastassija Schlapak | Janine Becker                |
| 20. Dezember 2015 | Sigulda    | Mirela Rahneva  | Anna Fernstädt       | Janine Becker                |
| 14. Januar 2016   | Königssee  | Maxi Just       | Janine Becker        | Ashleigh Pittaway            |
| 15. Januar 2016   | Königssee  | Maxi Just       | Janine Becker        | Corinna Leipold              |
| 27. Januar 2016   | St. Moritz | Mirela Rahneva  | Kimberley Bos        | Janine Becker                |
| 28. Januar 2016   | St. Moritz | Mirela Rahneva  | Kimberley Bos        | Janine Becker                |

### Gesamtwertung
Endstand nach 8 Rennen (Top 10)
| Platz | Sportlerin           | Land               | ALT1 | ALT2 | SIG1 | SIG2 | KÖN1 | KÖN2 | STM1 | STM2 | Punkte |
| ----- | -------------------- | ------------------ | ---- | ---- | ---- | ---- | ---- | ---- | ---- | ---- | ------ |
| 01    | Janine Becker        | Deutschland        | 3    | 3    | 3    | 3    | 2    | 2    | 3    | 3    | 460    |
| 02    | Mirela Rahneva       | Kanada             | DNF  | 7    | 1    | 1    | 7    | 7    | 1    | 1    | 414    |
| 03    | Maxi Just            | Deutschland        | DNF  | 1    | 4    | 7    | 1    | 1    | 4    | 4    | 413    |
| 04    | Corinna Leipold      | Deutschland        | 4    | 2    | 9    | 9    | 5    | 3    | 8    | 6    | 359    |
| 05    | Anastassija Nowikowa | Russland           | 6    | 9    | 11   | 10   | 10   | 9    | 19   | 9    | 250    |
| 06    | Kellie Delka         | Vereinigte Staaten | 7    | 10   | 15   | 13   | 8    | 11   | 9    | 12   | 246    |
| 07    | Samantha Culiver     | Vereinigte Staaten | 12   | 11   | 12   | 12   | 9    | 8    | 10   | 14   | 240    |
| 08    | Renata Chusina       | Russland           | 2    | 3    | 5    | 4    | –    | –    | –    | –    | 215    |
| 09    | Marta Orłowska       | Polen              | 11   | 14   | 14   | 14   | 16   | 13   | 6    | 18   | 204    |
| 10    | Olga Potylizyna      | Russland           | 1    | 6    | 7    | 5    | –    | –    | –    | –    | 198    |